# 976 СКИП
Изделие 976 — специальная летающая лаборатория на базе военно-транспортного самолёта Ил-76, также именуемая как «самолётный командно-измерительный пункт» (СКИП). Предназначалась для телеметрии различных типов ракет и боевых блоков с широким документированием полётной информации.
Всего было изготовлено пять самолётов — СССР-76452, 76453, 76454, 76455, 76456. По данным на середину 2018 г, один самолёт (СССР-76456) переделан в лабораторию по лётным испытаниям авиадвигателей и продан в Китай, два самолёта (76452 и 76453) модернизированы в целях реализации программ ФГУП «Росатом», самолёт 76454 переделан в летающую лабораторию по доводке двигателя SaM146 для самолета SSJ100. В исходном состоянии оставался самолёт 76455.

## Разработка
Решение о разработке самолётов телеметрии было принято в 1977 году. Основным заказчиком самолёта выступил ЛИИ им. М. М. Громова. Начиная с 1978 года началось переоборудование двух Ил-76М (СССР-86721 и СССР-86024), которые известны как изделие 676 и изделие 776. Работы проводились на Ташкентском ПО им. Чкалова, совместно с ОКБ МЭИ, НПО «Ленинец», КБ МРТЗ, МКБ «Радуга» и др., при этом широко использовались наработки по самолёту ДРЛО и У А-50 ТАНТК им. Г. М. Бериева.
В 1986-87 гг в лаборатории телеметрии было переоборудовано ещё 5 самолётов Ил-76МД, все они получили название «изделие 976». Эти самолёты широко использовались при испытаниях и доводке ракетного оружия Ту-160 — крылатых ракет Х-55.

## Конструкция
Основные функции самолёта: дистанционный контроль состояния испытываемых летательных аппаратов, их агрегатов и систем по каналам телеметрии; контроль траекторий полёта испытываемых ЛА; командное радиоуправление; сбор, обработка и отображение телеметрической и траекторной информации на борту СКИП в реальном времени; трансляция и ретрансляция полученной и обработанной на борту СКИП информации по каналам спутниковой связи. Для обеспечения этих задач на борту имеется:
- радиотелеметрическая система;
- система траекторных измерений;
- система командного радиоуправления;
- бортовая система обработки и отображения информации;
- система трансляции и ретрансляции информации;
- система единого времени.

Самолеты позволяют обеспечивать автономное решение всех необходимых задач полигонных испытаний в любом географическом районе планеты. Дальность сопровождения объектов составляет от 400 км для маловысотных объектов до 2-3 тыс. км для высоколетящих, а при групповом использовании СКИП — более 10000 км.
Внешне самолёт похож на А-50. В районе 50-56 шпангоутов на двух пилонах установлен вращающийся модуль РФ-2 диаметром около 11 и высотой 1,5 м. Изначально все пять бортов имели бело-синюю окраску компании «Аэрофлот» времён СССР. Два модернизированных по программе Росатома самолёта получили новую ливрею, был убран антенный блок с фюзеляжа.